# Seznam Izraelců
Toto je seznam významných osobností Izraele.

## Politici
- Chajim Weizmann - první Prezident Izraele (1949-52)
- David Ben Gurion - první Premiér Izraele (1948-54, 1955-63)
- Moše Šaret - premiér (1954-55)
- Levi Eškol - premiér (1963-69)
- Abba Eban - diplomat and Ministr zahraničních věcí Izraele (1966-1974)
- Golda Meirová - premiérka (1969-74)
- Jicchak Rabin - premiér (1974-77, 1992-95); Nobelova cena míru (1994) (zavražděn v listopadu 1995)
- Menachem Begin - premiér (1977-83); Nobelova cena míru (1978)
- Jicchak Šamir - premiér (1983-84, 1986-92)
- Šimon Peres - Prezident Izraele (2007-); premiér (1984-86, 1995-96); držitel Nobelovy ceny (1994)
- Benjamin Netanjahu - premiér (1996-99, 2009-); ministr financí; předseda strany Likud
- Ehud Barak - premiér (1999-01)
- Moše Kacav - prezident (2000-2007)
- Ariel Šaron - premiér (2001-2006)
- Ehud Olmert - premiér (2006-09); starosta Jeruzaléma (1993-2003)
- Jossi Beilin - předseda strany Merec-Jachad, angažuje se v mírovém hnutí
- Amir Perec - bývalý předseda odborových svazů, bývalý předseda Strany práce, bývalý ministr obrany

## Armáda
- Eli Kohen - izraelský špión
- Wolfgang Lotz - izraelský špión
- Moše Dajan - generál
- Uziel Gal - tvůrce samopalu Uzi
- Peter Cvi Malkin - agent Mosadu, který zajal Adolfa Eichmann
- Jonatan Netanjahu - speciální jednotky Sajeret Matkal, vůdce Operace Entebbe
- Ilan Ramon - astronaut na letu raketoplánu Columbia číslo STS-107
- Avraham Stern - zakladatel a vůdce organizace Lechi
- Jisra'el Tal - generál, otec tanku Merkava
- Gilad Šalit - voják unesený v Gaze v roce 2006
- Ehud Goldwasser - voják unesený v Libanonu v roce 2006
- Eldad Regev - voják unesený v Libanonu v roce 2006

## Zločinci
- Ami Popper - zavraždil 7 arabů
- Baruch Goldstein - zavraždil 29 arabů v Jeskyni patriarchů
- Mordechaj Vanunu - odhalil existenci izraelského jaderného programu britským novinám
- Nachman Farkaš - gangster, známý pro útěky z vězení
- Jigal Amir - vrah Jicchaka Rabina

## Umělci

### Film, TV a divadlo
- Mili Avital - herečka
- Natalie Portman - herečka (narozená v Izraeli)

### Zpěváci
- Ofra Haza - zpěvačka

### Modelky
- Bar Refaeli

### Hudebníci
- Hillel Slovak - původní kytarista ze skupiny Red Hot Chili Peppers
- Gene Simmons - zpěvák, baskytarista a zakladatel skupiny Kiss
- Elijahu Inbal – dirigent
- Naomi Šemer – hudební skladatelka, autorka písní a textařka

### Spisovatelé
- Max Brod
- Ephraim Kishon
- Amos Oz
- Avraham Stern

## Rabínské osobnosti
- Ja'akov Ari'el
- Elijahu Kitov
- Cvi Jehuda Kook
- Šlomo Riskin
- Uzi Kalchheim

## Akademické osobnosti

### Matematika
- Robert Aumann – teorie her; Nobelova cena za ekonomii (2005)
- Saharon Šelach - logika; Wolf cena za Matematiku (2001)

### Inženýrství
- Liviu Librescu

### Filosofie
- Martin Buber
- Ješajahu Leibowitz